# A dos metros de ti
A dos metros de ti (título original en inglés: Five Feet Apart) es una película estadounidense de drama y romance escrita por Rachel lippincott autora estadounidense de novelas juveniles 
y dirigida por Justin Baldoni. Es protagonizada por Haley Lu Richardson y Cole Sprouse y fue estrenada el 15 de marzo de 2019 en Estados Unidos por CBS Films.

## Sinopsis
Stella Grant es una paciente con fibrosis quística que usa activamente las redes sociales para hacer frente a su enfermedad y trata de vivir una vida normal. Ella conoce a otro paciente con FQ, Will Newman, quien está en el hospital para una prueba de medicamentos, en un intento por deshacerse de la infección bacteriana que tiene en los pulmones. 
Los pacientes con FQ se mantienen estrictamente a dos metros de distancia para reducir el riesgo de infección cruzada, ya que contraer infecciones bacterianas de otros pacientes con FQ puede ser peligroso e incluso potencialmente mortal. Stella está decidida a seguir las reglas e inicialmente no le gusta Will, a quien le gusta romper las reglas y tomar riesgos cuando es posible. Stella se da cuenta de que Will no sigue estrictamente su régimen de tratamiento y finalmente logra que acepte hacerlo. Will comienza a investigar sobre Stella y descubre un vídeo de su hermana. Stella le cuenta que su hermana falleció en un accidente el día del cumpleaños de Stella, saltando al mar, donde se rompió el cuello y murió ahogada.
Will y Stella comienzan a enamorarse y en secreto van a su primera cita. Terminan en la piscina del hospital, pero aún a dos metros de distancia el uno del otro.
Al día siguiente es el cumpleaños de Will y Stella le organiza una cena sorpresa con la ayuda de Poe, el mejor amigo de Stella. También acuden los amigos de Will y las amigas Stella. Al cabo de un tiempo los descubren y les dicen que se vayan a sus habitaciones.
Al día siguiente, Poe muere y Stella se lamenta de que nunca pudo abrazarlo. Con el corazón roto, Will intenta consolarla y accidentalmente la toca. Stella se enoja y le pide a Will que se retire. Con esto, Stella se da cuenta de que está viviendo su vida con muchas restricciones y convence a Will de que salga del hospital con ella para ver las luces de la ciudad. Mientras caminan, Stella de repente agarra la mano de Will. Él se asusta, pero Stella justifica esta acción con que lleva guantes. Hacen una parada para descansar en un estanque congelado y comienzan a deslizarse sobre su superficie congelada. Mientras tanto, se notifica al hospital que hay un pulmón disponible para el trasplante de Stella y que tiene que ser operada en un máximo de tiempo determinado. Stella ignora las notificaciones que le envían el hospital y sus padres al respecto para así pasar más tiempo con Will.
Cuando Will se entera de esto, le suplica a Stella que se haga el trasplante. Stella se niega, se tropieza en plena discusión y cae en el agua helada. Will es capaz de sacarla, pero Stella no responde. A pesar del riesgo de infección, Will realiza RCP y Stella se despierta. A continuación, llaman a una ambulancia para así llegar al hospital.
Will la convence para que acepte el trasplante. Aunque insegura de querer realizar el proceso, Stella acepta que sea realizado. El proceso tiene éxito y los dos se enteran de que no contrajeron ninguna infección el uno del otro.
Cuando Stella se despierta de su operación quirúrgica, ve a Will a través del cristal de la habitación. Él configuró una pantalla de luces fuera del hospital, diciendo que su único arrepentimiento fue que ella no pudo ver las luces, así que se las ha traído. Él le cuenta que los medicamentos de prueba no están siendo efectivos y que no quiere que ella tenga que lidiar con su eventual muerte, y aunque llegara un buen tratamiento, no sería posible que estén juntos para vivir su amor debido a sus enfermedades. Al confesar su amor por ella, Will la hace cerrar los ojos, porque dice que no podrá irse si lo está mirando. Stella cierra los ojos y Will se aleja.

## Libro
De esta película hay un libro también. Está escrito por Rachael Lippincott con la colaboración de Mikki Daughtry y Tobias Iaconis y fue publicado en 2018.

## Reparto
| Actor                   | Personaje       |
| ----------------------- | --------------- |
| Cole Sprouse            | Will Newman     |
| Haley Lu Richardson     | Stella Grant    |
| Moisés Arias            | Poe Ramírez     |
| Kimberly Hébert Gregory | Bárbara "Barb"  |
| Parminder Nagra         | Dr. Hamid       |
| Claire Forlani          | Meredith Newman |
| Emily Baldoni           | Julie           |
| Cynthia Evans           | Erin Grant      |
| Gary Weeks              | Tom Grant       |
| Sophia Bernard          | Abby Grant      |
| Cecilia Leal            | Camila          |

## Producción
En enero de 2017, Tobias Iaconis y Mikki Daughtry vendieron su guion, aún sin título a CBS Films para que Justin Baldoni produjera y dirigiera. En enero de 2018, Cole Sprouse fue contratado para actuar en el filme, titulado Five Feet Apart. En abril de 2018, Haley Lu Richardson y Moisés Arias se unieron al reparto y el rodaje comenzó el mes siguiente.
La producción principal comenzó en mayo de 2018, en Nueva Orleans, Luisiana. y concluyó un mes después el 28 de junio de 2018.

## Estreno
La película fue estrenada en cines estadounidenses el 15 de marzo de 2019 por CBS Films y Lionsgate.

## Música
El productor musical de la película fue Brian Tyler quien, tratándose de una película triste pero que debía animar las personas a superarse, eligió canciones con un fondo profundo, que llegaran a la audiencia haciéndolos sentir fuertes en la lucha de sus vidas, debido a eso la mayoría de canciones tienen un trasfondo melancólico.
La película contiene varias canciones clave a la hora de percibirlas como propias de la película, aunque no lo son; la más destacada es “Don´t Give Up On Me” de Andy Grammer, una balada cuyo sentido es amoroso y doloroso, abordando también el tema de la enfermedad; tanto la película como la canción abordan el sentido de la superación y de lucha de querer estar cerca de su pareja/amante para siempre, a pesar de las adversidades. Si la relacionamos con la enfermedad generalmente, el enfermo no quiere atar a su pareja al saber que algún día se irá, pero, la pareja, no la quiere dejar sola y lucha para estar a su lado. Esta canción fue elegida por estar directamente relacionada con el tema principal de la película, la motivación para seguir a pesar de las dificultades que se presentan en la vida. 
Otra canción que hace recordar al espectador cuando la escucha la película es “Wait” de M83 (banda); esta es una canción de género electrónico, cuya balada es melancólica, la cual trasmite sensaciones de liberación, pudiendo relacionarla con la película en el momento en el que pueden ser libres, aunque solo sea por un momento, como, por ejemplo, en la escena en la que se escapan al hielo.
Otras canciones que aparecen en la película son: “Fascination – The Beaches”, “The District Sleeps Alone Tonight – Birdy”, “Roadblock (Six Weeks) – Atta Boy”, “Bandolera – Fragancia, Franky Monroy”, “& On & On & On – Born Ruffians”, “Love the night – Bazil”, “To Let Go – Cozy”, “A Bushel and a Peck – Frank Loesser”, “State Lines – Novo Amor”, “My baby Just Cares For Me – Kate Davis”, “Up, Up & Away – “Chance Peña”, Pluto (instrumental) – Sleeping At Last”, “Shallows – Daugther”, “Afermath – Caravan Palace”, “Medicine – Daugther” y “Anchor – Novo Amor”. 